# İlhan Arsel
İlhan Arsel (* 5. April 1920 in Istanbul; † 7. Februar 2010 in Florida, USA) war ein türkischer Verfassungsrechtler, Hochschullehrer und Religionskritiker.

## Leben und Wirken
Arsel studierte an der Universität Ankara und in Genf Rechtswissenschaft. Ende der 1950er Jahre erlebte die Demokratische Partei einen Zustimmungseinbruch, allerdings hatte sie durch das Mehrheitswahlrecht immer noch die qualifizierte Mehrheit im Parlament inne. Die Regierung unter Adnan Menderes begann, sich diktatorische Rechte zu verschaffen und demokratische zu beseitigen. In der Folge stellten sich Teile des Militärs am 27. Mai 1960 auf die Seite der Opposition und beendeten die Herrschaft der Menderes-Partei. Bereits einen Tag später wurden zehn Rechtswissenschaftler der Universität Ankara beauftragt eine neue Verfassung zu entwerfen. Arsel war Mitglied dieser sogenannten Onar-Kommission. Die neue Verfassung trat am 20. Juli 1961 in Kraft. Am 10. Juni 1966 bot ihm Staatspräsident Cevdet Sunay das Recht auf einen Sitz als Kontingentsenator an, welches ihm als einem der Verfassungsväter zustand. Er lehnte diesen Sitz ab und entschied sich, weiter als Professor zu lehren. Für die vierzehnbändige Reihe über die Verfassungen der Welt steuerte er ab 1971 die Beiträge zu Belgien und der Türkei bei. In den 70er Jahren veröffentlichte er erstmal sein Werk Die Sharia und die Frauen, welches 2012 auf Deutsch erschien. Das Buch wurde in der Türkei vom obersten Staatsanwalt verboten. Daraufhin verklagte Arsel den Staatsanwalt und das Amt für religiöse Angelegenheiten mit der Begründung, religiös-motivierte frauenfeindliche Schriften zu verbreiten. Beide Klagen wurden abgewiesen. Aus Protest gegen das Schweigen seiner Hochschullehrerkollegen angesichts der fortschreitenden Ausbreitung der Religion in der Gesellschaft schrieb er eine kritische Entgegnung wider das Schweigen der Intellektuellen. In der Folge gab er aus Furcht vor Repressalien und dem Druck 1977 seine Professorenstelle auf und emigrierte.

## Publikationen
- İlhan Arsel: „Frauen sind eure Äcker“ – Frauen im islamischen Recht, Alibri-Verlag, Aschaffenburg 2012 (übersetzt von Arzu Toker)

Zweite, erweiterte Auflage, Alibri, Aschaffenburg 2018, ISBN 978-3-86569-227-6.